# DDR-Skimeisterschaften 1957
Die 9. DDR-Skimeisterschaften fanden vom 17. bis zum 20. Februar 1957 im thüringischen Brotterode statt. Nach sechs aufeinanderfolgenden Austragungen in Oberhof, hatte sich der Deutsche Sportausschuss entschieden, die Meisterschaften erstmals wieder an einen anderen Standort zu vergeben. Bei der Organisation war die BSG Stahl Brotterode federführend. In sieben Entscheidungen der Nordischen Skidisziplinen Langlauf, Skispringen und Nordische Kombination, davon zwei Mannschaftswettbewerben gingen Athleten an den Start. Ursprünglich sollten die Meisterschaften zwischen dem 13. und 17. Februar stattfinden. Wegen Schneemangels mussten sie aber zunächst verschoben werden. Dann wurde per Zeitung am 17. Februar 1957 mitgeteilt, dass der Spezialsprunglauf am 17. Februar in Brotterode, die restlichen Disziplinen in Oberhof durchgeführt werden würden. Per Mitteilung in der Berliner Zeitung bat das Präsidium der Sektion Ski des Deutschen Sportausschusses die Athleten der restlichen Wettbewerbe sogar, bis zum 17. Februar 12:00 Uhr in Brotterode und bis 20:00 Uhr in Oberhof anzureisen. Letzten Endes ist aber den Presseberichten zu entnehmen, dass dann doch alle Wettbewerbe in Brotterode stattfanden. Dies ist auch als Indiz für die überstürzte Durchführung der Meisterschaften zu sehen. Während die Entscheidung über 30 km der Herren ersatzlos ausfiel, wurde der Meister über 50 km erst am 10. März 1957 in Schierke gekürt.

## Langlauf

### Männer

#### 15 km
Bei kaltem Ostwind wurden die Läufer ab 13 Uhr über den Kleinen Inselsberg geschickt. Titelfavorit Kuno Werner hatte dabei das Handicap, dass erst hinter ihm alle aussichtsreichen Medaillenkandidaten starteten. Das focht den Serienmeister aber nicht an und sogar ein Skibruch konnte Werner nicht vom Ziel abbringen. Letztlich konnte er den Sieg sicher nach Hause laufen.
Datum: Montag, 18. Februar 1957
| Platz | Sportler         | Mannschaft           | Zeit (h) |
| ----- | ---------------- | -------------------- | -------- |
| 1     | Kuno Werner      | ASK Vorwärts Oberhof | 1:05:05  |
| 2     | Werner Moring    | ASK Vorwärts Oberhof | 1:06:18  |
| 3     | Adolf Jankowski  | ASK Vorwärts Oberhof | 1:06:28  |
| 4     | Hermann Forkel   | SG Dynamo Zinnwald   | 1:06:40  |
| 5     | Rudolf Dannhauer | ASK Vorwärts Oberhof | 1:06:42  |
| 6     | Alfred Recknagel | ASK Vorwärts Oberhof | 1:07:09  |

#### 50 km
Die Austragung des Wettbewerbes über die Langstrecke geriet im Vorfeld in die Mühlen der damaligen komplizierten deutsch-deutschen Sportbeziehungen. Wohl auch dem damaligen Zeitgeist geschuldet, der Gespräche zur Bildung der gesamtdeutschen Mannschaften zu den Olympischen Winter- und Sommerspielen 1956 beinhaltete, hatte sich im Oktober 1956 in Frankfurt (Main) der bundesdeutsche DSV mit dem DVSL, dem Skiverband der DDR, zu einer Arbeitstagung getroffen. Zum Abschluss des Treffens wurde ein Kommunique veröffentlicht, welches beinhaltete, dass 1956/57 Gesamtdeutsche Meisterschaften im 50-km-Dauerlauf auf dem Gebiet der DDR stattfinden würden und 1957/58 Gesamtdeutsche Meisterschaften in allen Nordischen Skidisziplinen durchgeführt werden würden. Dies wurde in der Folge durch die Politik in der Form torpediert, dass bundesdeutschen Athleten aus Formationen der Bundeswehr, des Zolls und des Bundesgrenzschutzes untersagt wurde, an Wettkämpfen auf DDR-Gebiet teilzunehmen. Dass dazu nicht unwesentlich die aggressive Rhetorik der DDR-Seite zur Einführung der Wehrpflicht in der Bundesrepublik mit beitrug, gehört aber auch zur historischen Wahrheit. Letztlich fand der Wettbewerb am 10. März 1957 ohne westdeutsche Beteiligung in Schierke statt und Serienmeister Kuno Werner konnte sich mit acht Sekunden Vorsprung vor Klubkamerad Werner Haase einen weiteren Meistertitel erlaufen. Allerdings war nach dem politischen Vorgeplänkel dem SED-Zentralorgan Neues Deutschland der Ausgang des Wettbewerbs noch nicht mal eine Meldung wert, ausgerechnet das CDU-Blatt Neue Zeit genügte der Chronistenpflicht.
Datum: Sonntag, 10. März 1957
| Platz | Sportler      | Mannschaft           | Zeit (h) |
| ----- | ------------- | -------------------- | -------- |
| 1     | Kuno Werner   | ASK Vorwärts Oberhof | 3:16:50  |
| 2     | Werner Haase  | ASK Vorwärts Oberhof | 3:16:58  |
| 3     | Werner Moring | ASK Vorwärts Oberhof | 3:23:45  |

#### 4 × 10-km-Staffel
Bereits bei den Aufstellungen zeigte sich, dass der Titel zwischen den zwei stärksten Oberhofer und der ersten Klingenthaler Vertretung ausgemacht werden würde, waren doch in diesen Mannschaften Akteure, die auch international schon am Start waren. Lag die Klingenthaler Staffel nach dem ersten Wechsel mit fast einer Minute Rückstand hinter Oberhof I auf Platz zwei, war diese Platzierung nach dem zweiten Wechsel enorm gefährdet, da die zweite Oberhofer Vertretung mit Rudolf Dannhauer nur noch eine Sekunde hinter der Dynamo-Mannschaft lag. Und die Oberhofer II. machte weiter mächtig Dampf. Am dritten Wechsel lag ihr Läufer Egon Fleischmann nur noch 20 Sekunden hinter dem Führenden Werner Moring. Die Klingenthaler lagen schon abgeschlagen drei Minuten zurück. Nun aber griff Schlussläufer Kuno Werner ins Geschehen ein. Er vergrößerte gegenüber Alfred Recknagel schnell den Abstand und führte die erste Oberhofer Vertretung letztlich mit über anderthalb Minuten Vorsprung zum Sieg. Trotz eines beherzten Rennens von Schlussmann Enno Roeder blieb für die Dynamo-Vertretung nur Platz drei.
Datum: Dienstag, 19. Februar 1957
| Platz | Mannschaft              | Sportler                                                      | Zeit (h) |
| ----- | ----------------------- | ------------------------------------------------------------- | -------- |
| 1     | ASK Vorwärts Oberhof I  | Werner Haase Adolf Jankowski Werner Moring Kuno Werner        | 3:00:27  |
| 2     | ASK Vorwärts Oberhof II | Kurt Hinze Rudolf Dannhauer Egon Fleischmann Alfred Recknagel | 3:02:13  |
| 3     | SC Dynamo Klingenthal   | Erich Lindenlaub Heinz Seidel Werner Stubenrauch Enno Röder   | 3:04:36  |

### Frauen

#### 10 km
Datum: Montag, 18. Februar 1957
Der Wettbewerb auf der Einzelstrecke lebte vor allem vom Duell der beiden Olympiateilnehmerinnen Sonnhilde Kallus und Elfriede Spiegelhauer. Für die Überraschung sorgte aber eine andere Läuferin. Die BSG-Sportlerin Christa Göhler legt mit der Zeit von 49:59 min eine Hausmarke vor, die letztlich nur von Sonnhilde Kallus um die Winzigkeit von einer Sekunde unterboten wurde. Die Drittplatzierte Elfriede Spiegelhauer belegte mit anderthalb Minuten Rückstand auf Göhler Platz drei.
| Platz | Sportler              | Mannschaft                | Zeit (h) |
| ----- | --------------------- | ------------------------- | -------- |
| 1     | Sonnhilde Kallus      | SC Dynamo Klingenthal     | 49:58    |
| 2     | Christa Göhler        | BSG Traktor Nassau        | 49:59    |
| 3     | Elfriede Spiegelhauer | SC Motor Zella-Mehlis     | 51:31    |
| 4     | Margot Drechsel       | SC Motor Zella-Mehlis     | 51:36    |
| 5     | Eva Stuhl             | SC Traktor Oberwiesenthal | 54:43    |
| 6     | Edith Thiel           | SC Motor Zella-Mehlis     | 55:23    |

#### 3 × 5-km-Staffel
Datum: Dienstag, 19. Februar 1957
Beim Staffelrennen der Frauen traten insgesamt sieben Mannschaften an. Von vornherein war es ein Duell zwischen den Staffeln des SC Motor Zella-Mehlis mit der Olympiateilnehmerin Elfriede Spiegelhauer, die vor der Saison vom SC Dynamo Klingenthal nach Thüringen gewechselt war, und des SC Dynamo Klingenthal mit Olympiateilnehmerin Sonnhilde Kallus erwartet worden. Die Thüringerinnen gingen bereits mit ihrer Startläuferin in Führung, und Edith Thiel konnte den Vorsprung von einer Minute auf fast drei Minuten ausbauen. Im mit Spannung erwarteten Duell der ehemaligen Clubkameradinnen hatte Kallus nach ihrem Sieg auf der Einzelstrecke am Vortag nichts mehr hinzuzusetzen, so dass Elfriede Spiegelhauer den Staffelsieg ungefährdet mit ca. dreieinhalb Minuten Vorsprung einlief.
| Platz | Mannschaft               | Sportler                                          | Zeit (h) |
| ----- | ------------------------ | ------------------------------------------------- | -------- |
| 1     | SC Motor Zella-Mehlis I  | Margot Drechsel Edith Thiel Elfriede Spiegelhauer | 1:26:45  |
| 2     | SC Dynamo Klingenthal I  | Gerda Kaden Christa Harzer Sonnhilde Kallus       | 1:30:20  |
| 3     | SC Motor Zella-Mehlis II | Hannchen Moring Geissler Marlies Liebau           | 1:31:50  |

## Nordische Kombination
Datum: Langlauf 15 km Montag, 18. Februar 1957; Sprunglauf Dienstag, 19. Februar 1957
Der Wettbewerb in der Nordischen Kombination wurde pragmatisch durchgeführt. Entgegen der üblichen Reihenfolge nahmen die Kombinierer zunächst am Meisterschaftslauf der Skilanglaufspezialisten über 15 km teil. Am darauffolgenden Tag wurde von der großen Inselsbergschanze das Springen absolviert, welches von zahlreichen Stürzen geprägt war. Einmal mehr zeigte sich, dass aus Klingenthal zu dieser Zeit die besten Kombinierer kamen. Vorjahressieger Siegfried Böhme konnte seinen Titel verteidigen, es folgten seine Klubkameraden Mross und Paul.
| Platz | Sportler        | Mannschaft            | Punkte |
| ----- | --------------- | --------------------- | ------ |
| 1     | Siegfried Böhme | SC Dynamo Klingenthal | 450,0  |
| 2     | Horst Mross     | SC Dynamo Klingenthal | 414,0  |
| 3     | Manfred Paul    | SC Dynamo Klingenthal | 411,2  |

## Skispringen
Die erst kurzfristig nun in Brotterode aufgerufenen Meisterschaften starteten mit dem Skispringen. Von besonderem Reiz für die Zuschauer war dabei das Duell der beiden Olympiateilnehmer, dem Lokalmatador Werner Lesser und dem Bronzemedaillengewinner von Cortina, Harry Glaß. Beide hatten zudem bei der vorherigen Vierschanzentournee die Plätze vier und fünf in der Gesamtwertung belegt. Hinzu kam eine ganze Schar junger Springer, von denen Helmut Recknagel bei besagter Vierschanzentournee den zehnten Platz erreicht hatte. Der aufstrebende Steinbach-Hallenberger hatte bereits Silber und Bronze bei den vorangegangenen zwei DDR-Meisterschaften erringen können. Nachdem Recknagel im ersten Durchgang 84 m auf der Inselsbergschanze gesprungen war, konterte Werner Lesser im zweiten Durchgang mit dem neuen Schanzenrekord von 86 m. Dies bedeutete für den Einheimischen Lesser den zweiten DDR-Meistertitel. Harry Glaß kam auf dem dritten Platz ein.
Datum: Sonntag, 17. Februar 1957
| Platz | Sportler         | Mannschaft              | Punkte |
| ----- | ---------------- | ----------------------- | ------ |
| 1     | Werner Lesser    | SC Motor Zella-Mehlis   | 231,0  |
| 2     | Helmut Recknagel | SC Motor Zella-Mehlis   | 223,5  |
| 3     | Harry Glaß       | SC Dynamo Klingenthal   | 212,0  |
| 4     | Manfred Brunner  | SC Dynamo Klingenthal   | 198,1  |
| 5     | Kurt Schramm     | SC Dynamo Klingenthal   | 190,2  |
| 6     | Siegmund Pabst   | SC Motor Zella-Mehlis   | 185,2  |
| 7     | Siegfried Häckel | SC Dynamo Klingenthal   | 184,1  |
| 8     | Siegfried Böhme  | SC Dynamo Klingenthal   | 180,4  |
| 9     | Lothar Glaß      | SC Dynamo Klingenthal   | 176,6  |
| 10    | Willi Wirth      | ASK Vorwärts Brotterode | 172,8  |

## Medaillenspiegel
Die Armeesportler aus Oberhof verdankten es letztendlich den Langläufern um den dreifachen DDR-Meister Kuno Werner, dass sie 1957 als bester Sportclub abschnitten.
| Medaillenspiegel (nach allen 7 Wettbewerben) | Medaillenspiegel (nach allen 7 Wettbewerben) | Medaillenspiegel (nach allen 7 Wettbewerben) | Medaillenspiegel (nach allen 7 Wettbewerben) | Medaillenspiegel (nach allen 7 Wettbewerben) | Medaillenspiegel (nach allen 7 Wettbewerben) |
| Platz                                        | Mannschaft                                   | Gold                                         | Silber                                       | Bronze                                       | Gesamt                                       |
| -------------------------------------------- | -------------------------------------------- | -------------------------------------------- | -------------------------------------------- | -------------------------------------------- | -------------------------------------------- |
| 1                                            | ASK Vorwärts Oberhof                         | 3                                            | 3                                            | 2                                            | 8                                            |
| 2                                            | SC Dynamo Klingenthal                        | 2                                            | 2                                            | 3                                            | 7                                            |
| 3                                            | SC Motor Zella-Mehlis                        | 2                                            | 1                                            | 2                                            | 5                                            |
| 4                                            | BSG Traktor Nassau                           | 0                                            | 1                                            | 0                                            | 1                                            |